# Španjolski atletski savez
Španjolski atletski savez (špa. Real Federación Española de Atletismo, RFEA, eng. Royal Spanish Athletics Federation) je krovna organizacija atletike u Španjolskoj. Trenutni predsjednik Saveza je José María Odriozola.
Nakon nekoliko pokušaja 1917. savez je osnovao Mr. Laffitte 27. ožujka 1920. u Bilbau, a 1918. Španjolski atletski savez postaje član Međunarodne asocijacije atletskih federacija.
Sponozor Saveza je proizvođač športske odjeće Joma.

## Vanjske poveznice
- Službena stranica (šp.)